# José Núñez (político)
José Núñez (Solentiname, 1800-León, 1880) fue un médico y político nicaragüense, que fue Jefe de Estado de Nicaragua, actuando de manera interina en un primer período que va del 10 de marzo de 1834 al 23 de abril de 1835; nuevamente ejerció de manera interina después del asesinato de José Zepeda el 25 de enero de 1837 hasta el 13 de marzo de 1838 cuando fue elegido según la Constitución vigente, ejerciendo hasta 1840.

## Biografía
Nació en el archipiélago de Solentiname localizado en el Lago de Nicaragua en donde pasó sus primeros años. 
Fray Ramón Rojas lo llevó a estudiar a la ciudad de León. Posteriormente viajó a Chile, y en Santiago se graduó de Licenciado en Medicina y Cirugía. De regreso en Nicaragua ejerció su profesión en León, en cuya Universidad impartió lecciones de Medicina.

## Jefe de Estado de Nicaragua

### Primer período
El 10 de marzo de 1834 fue encargado de ejercer de manera interina la Jefatura del Estado de Nicaragua. Durante su administración se produjo la célebre erupción del volcán Cosigüina (20 de enero de 1835), que causó terror en León, y para levantar el abatido ánimo de los leoneses el gobierno hizo echar al vuelo las campanas de los templos.
El 23 de abril de 1835 entregó el mando a José Zepeda, y pasó a ocupar el de Vicejefe.

### Segundo período
Como consecuencia del asesinato de Zepeda el 25 de enero de 1837, tuvo que asumir nuevamente de manera interina la Jefatura del Estado e hizo fusilar al jefe de la escolta que había asesinado a Zepeda.
Fue elegido constitucionalmente para este segundo mandato que inició el 13 de marzo de 1838. Como Vicejefe fue elegido Joaquín Cosío y como Ministro General se designó a Pablo Buitrago y Benavente.
Fue "el último Jefe de Estado de Nicaragua" dentro de la Federación, pues en su gobierno la Asamblea de 1838 dictó el siguiente Decreto:
"El Estado de Nicaragua es libre e independiente, sin más restricción que la que se imponga en el nuevo pacto, que celebre con los otros Estados de Centro América".
La Federación había durado 17 años. Nuñez fue el primero en asumir el título de "Director Supremo del Estado".

## Nicaragua: Estado soberano
En abril de 1838, Nicaragua se convirtió en "el primer Estado de la República Federal de Centro América que se separó de la anarquizada unión y asumió la plenitud de su soberanía". 

## Legado
Se convocó a una Asamblea Constituyente que promulgó el 12 de noviembre de 1838 la Constitución Política con base a la cual -de tajo- se decretó la abolición de la esclavitud el 12 de noviembre de 1838.
En Nicaragua, la esclavitud se abolió oficialmente, relata el estudioso nicaragüense Jorge Eduardo Arellano, 
"por el decreto de la Asamblea Nacional Constituyente del 17 de abril de 1824"´´.
Todavía éramos "Centroamérica" por entonces y fue "el primer estado de Latinoamérica en abolirla".
Con apoyo de entreguistas, el filibustero William Walker usurpó la Presidencia de Nicaragua en 1856, una de sus primeras decisiones fue el restablecimiento de la esclavitud y decretar al inglés como idioma oficial con la intención de extenderlos posteriormente a todo Centroamérica. Walker, como sureño esclavista, consideraba:
"el zambo de Nicaragua es una forma humana degenerada, conformada por un tercio de tigre, un tercio de mono y un tercio de cerdo..."
El 20 de diciembre de ese año se firmó con Costa Rica el Tratado Oreamuno-Buitrago, "convenio de amistad y mutua defensa, deslindando y transigiendo las cuestiones que tienen pendientes los dos Estados", firmado por Francisco María Oreamuno Bonilla y Pablo Buitrago.
También se cerró un contrato relativo a la venta de tabaco costarricense a Nicaragua.

## Reconocimiento
La Asamblea Legislativa de Nicaragua le otorgó el título honorífico de Salvador de la Patria.